# Bulbophyllum falcibracteum
Bulbophyllum falcibracteum là một loài phong lan thuộc chi Bulbophyllum.